# Llano de Enmedio
Llano de Enmedio är en ort i Mexiko.   Den ligger i kommunen Ixhuatlán de Madero och delstaten Veracruz, i den sydöstra delen av landet, 190 km nordost om huvudstaden Mexico City. Llano de Enmedio ligger 162 meter över havet och antalet invånare är 1 355.
Terrängen runt Llano de Enmedio är huvudsakligen kuperad, men den allra närmaste omgivningen är platt. Runt Llano de Enmedio är det ganska tätbefolkat, med 129 invånare per kvadratkilometer. Närmaste större samhälle är La Ceiba, 11,4 km öster om Llano de Enmedio. Omgivningarna runt Llano de Enmedio är en mosaik av jordbruksmark och naturlig växtlighet.